# Berkay Özcan
Berkay Özcan, född 15 februari 1998, är en turkisk fotbollsspelare som spelar för İstanbul Başakşehir.

## Klubbkarriär
Den 2 september 2019 lånades Özcan ut av Hamburger SV till İstanbul Başakşehir på ett låneavtal över säsongen 2019/2020. Den 3 juli 2020 blev det klart med en permanent övergång till İstanbul Başakşehir för Özcan som skrev på ett fyraårskontrakt.

## Landslagskarriär
Özcan debuterade för Turkiets landslag den 1 juni 2018 i en 2–2-match mot Tunisien, där han blev inbytt i den 77:e minuten mot Cengiz Ünder.